# Лига Краљевине Шпаније у рагбију тринаест
Лига Краљевине Шпаније у рагбију тринаест (шп. Espana Campeonato Nacional Liga) је први ниво домаћег, клупског такмичења у рагбију 13 у Краљевини Шпанији.
Укупно учествује шест шпанских рагби 13 клубова, а такмичењем руководи рагби 13 федерација Шпаније.

## Историја
Шпанци су почели да играју рагби 13 у двадесетом веку. Рагби 13 репрезентација Шпаније није успела до сада да се пласира на Светско првенство у рагбију тринаест.
Из године у годину, расте популарност рагбија 13 у Шпанији, ова игра је све више заступљена у Валенсији и Каталонији. Средином 2009. одиграна је утакмица Суперлиге у Барселони, између Каталонс дрегонса и Ворингтон вулвса, пред око 18 000 љубитеља рагбија. Рагби 13 федерација Шпаније је примљена у Европску рагби 13 федерацију 2013.

## Формат такмичења
Шест шпанских рагби 13 клубова учествује у лиги. Игра се двокружно, свако против свакога, десет кола. Затим следи плеј оф. Утакмице се играју од новембра до маја.

## Тимови учесници
- Ксатива рустерс
- Онтињент
- Кастодијанс Мадрид
- Торент тајгерс
- Валенсија вориорс
- Бафало 13